# Język ghari
Język ghari (gari), także: tangarare, sughu, West Guadalcanal – język austronezyjski z Wysp Salomona (Prowincja Guadalcanal). Według danych z 1999 r. posługiwało się nim wtedy nieco ponad 12 tys. osób.
Jego użytkownicy zamieszkują wyspę Guadalcanal. Dzieli się na dialekty: ghari, gae (nggae, qae), geri (nggeri), ndi (vaturanga), nginia, tandai-nggaria (tanaghai).
Był wykorzystywany jako lingua franca w działalności misjonarskiej.